# Oxyethira oropedion
Oxyethira oropedion is een schietmot uit de familie Hydroptilidae. De soort komt voor in het Australaziatisch gebied.